# Institut de recherche en informatique fondamentale
L'Institut de recherche en informatique fondamentale, d'acronyme IRIF, est un laboratoire de recherche en informatique fondamentale, situé à Paris, sur le campus d'Université Paris-Cité. 

## Présentation
L'institut est une unité mixte de recherche (UMR 8243) entre le CNRS et Université Paris-Cité, qui héberge deux équipes-projets Inria. Il est issu de la fusion des deux UMR, le  LIAFA et le PPS qui a eu lieu au 1er janvier 2016. L'IRIF est aussi membre de la Fondation sciences mathématiques de Paris (FSMP) et de trois domaines d’intérêt majeur (DIM) de la région Île-de-France, Math Innov, Sciences Informatiques, Technologies Quantiques.
Au CNRS, l'IRIF a un rattachement principal à l'Institut des sciences de l'information et de leurs interactions (INS2I) et un rattachement secondaire à l'Institut national des sciences mathématiques et de leurs interactions (INSMI). L'IRIF est membre de l'UFR d'informatique d'Université Paris-Cité, et accueille également en son sein plusieurs membres de l'UFR de mathématiques. Enfin, l'IRIF est associé à l'école doctorale des sciences mathématiques de Paris Centre (ED 386).
L'IRIF compte, en janvier 2019, une centaine de membres permanents, se répartissant environ en 48 enseignants-chercheurs, 27 chercheurs CNRS, 5 chercheurs INRIA, 8 membres émérites et 7 personnels administratifs ou techniques. L'effectif total de l'IRIF, incluant doctorants, postdoctorants, et visiteurs de longue durée s'élève à près de deux cents personnes.

## Recherche
Les recherches menées à l'IRIF portent sur la conception et l’analyse d’algorithmes, l’étude des modèles de calculs et de représentation des données, les fondements des langages de programmation, le développement logiciel, la vérification et la certification. Pour cela, l’IRIF s'appuie sur des concepts mathématiques développés et étudiés en son sein, notamment en combinatoire, théorie des graphes, logique et algèbre. Ces travaux contribuent aussi directement aux mathématiques, notamment en physique combinatoire, probabilités, catégories, théorie de la preuve, et preuves assistées par ordinateur,.

## Structure
L'IRIF est structuré en neuf équipes thématiques regroupées en trois pôles de recherche : 
- Algorithmes et structures discrètes
  - Algorithmes et complexité
  - Combinatoire
  - Calcul distribué
  - Théorie et algorithmique des graphes
- Automates, structures et vérification
  - Automates et applications
  - Modélisation et vérification
- Preuves, programmes et systèmes
  - Algèbre et calcul
  - Analyse et conception de systèmes
  - Preuves et programmes

## Distinctions des membres
- Six membres de l'IRIF ont été boursiers de l'European Research Council (ERC), cinq sont membres de l'Institut universitaire de France (IUF) et deux (Giuseppe Castagna et Jean-Éric Pin) sont membres de l'Academia Europæa.
- Frédéric Magniez a occupé la chaire Informatique et sciences numériques 2020-2021 au Collège de France
- Pierre-Louis Curien a obtenu le grand prix Inria de l'Académie des sciences en 2020
- Claire Mathieu a occupé la chaire Informatique et sciences numériques 2017-2018 au Collège de France. Elle a obtenu la médaille d'argent du CNRS en 2019. Elle est membre de l'Académie des sciences depuis 2020.
- Jean-Éric Pin a reçu le prix Salomaa en 2018.
- Ahmed Bouajjani a obtenu le prix Carl Friedrich von Siemens de la Fondation Humboldt en 2018.
- Pierre Fraigniaud a obtenu la médaille d'argent du CNRS en 2012, le prix de l'innovation en calcul distribué en 2014.
- Thomas Colcombet a obtenu la médaille de bronze en 2010.

## Anciens membres
- Marcel-Paul Schützenberger, Louis Nolin, André Lentin et Maurice Nivat sont les fondateurs du LITP et anciens membres dirigeants du LIAFA, successeur du LITP.
- Dominique Perrin a été directeur du LITP, Guy Cousineau a été directeur du PPS.
- Daniel Krob a été le directeur fondateur du LIAFA.